# Ones en plasmes
En la física del plasma, les ones dels plasmes són un conjunt interconnectat de partícules i camps que es propaguen de manera periòdica. Un plasma és un fluid quasi neutre i conductor de l'electricitat. En el cas més simple, es compon d'electrons i d'una sola espècie d'ions positius, però també pot contenir múltiples espècies d'ions incloent ions negatius i partícules neutres. A causa de la seva conductivitat elèctrica, un plasma s'acobla als camps elèctrics i magnètics. Aquest complex de partícules i camps admet una gran varietat de fenòmens ondulatoris.
Se suposa que els camps electromagnètics d'un plasma tenen dues parts, una part estàtica/d'equilibri i una part oscil·lant/perturbació. Les ones dels plasmes es poden classificar en electromagnètiques o electroestàtiques segons que hi hagi o no un camp magnètic oscil·lant. Aplicant la llei d'inducció de Faraday a ones planes, trobem {\displaystyle \mathbf {k} \times {\tilde {\mathbf {E} }}=\omega {\tilde {\mathbf {B} }}}, la qual cosa implica que una ona electroestàtica ha de ser purament longitudinal. Una ona electromagnètica, en canvi, ha de tenir una component transversal, però també pot ser parcialment longitudinal.
Les ones es poden classificar encara més segons les espècies oscil·lants. En la majoria de plasmes d'interès, la temperatura dels electrons és comparable o més gran que la temperatura dels ions. Aquest fet, unit a la massa molt més petita de l'electró, implica que els electrons es mouen molt més ràpid que els ions. Un mode d'electrons depèn de la massa dels electrons, però es pot suposar que els ions són infinitament massius, és a dir, estacionaris. Un mode iònic depèn de la massa iònica, però se suposa que els electrons no tenen massa i es redistribueixen instantàniament segons la relació de Boltzmann. Només poques vegades, per exemple, en l'oscil·lació híbrida inferior, un mode dependrà tant de la massa d'electrons com de la massa iònica.
Els diferents modes també es poden classificar segons es propaguen en un plasma no magnetitzat o en paral·lel, perpendicular o oblic al camp magnètic estacionari. Finalment, per a ones electromagnètiques perpendiculars, el camp elèctric pertorbat pot ser paral·lel o perpendicular al camp magnètic estacionari.
| caràcter EM     | espècies oscil·lants | condicions                                                                          | relació de dispersió | nom                                        |
| --------------- | -------------------- | ----------------------------------------------------------------------------------- | --- | ------------------------------------------ |
| electroestàtic  | electrons            | {\displaystyle {\vec {B}}_{0}=0\ {\rm {or}}\ {\vec {k}}\\|{\vec {B}}_{0}}           | {\displaystyle \omega ^{2}=\omega _{p}^{2}+3k^{2}v_{th}^{2}}                                                                                                   | oscil·lació del plasma (o ona de Langmuir) |
| electroestàtic  | electrons            | {\displaystyle {\vec {k}}\perp {\vec {B}}_{0}}                                      | {\displaystyle \omega ^{2}=\omega _{p}^{2}+\omega _{c}^{2}=\omega _{h}^{2}}                                                                                    | oscil·lació híbrida superior               |
| electroestàtic  | ions                 | {\displaystyle {\vec {B}}_{0}=0\ {\rm {or}}\ {\vec {k}}\\|{\vec {B}}_{0}}           | {\displaystyle \omega ^{2}=k^{2}v_{s}^{2}=k^{2}{\frac {\gamma _{e}KT_{e}+\gamma _{i}KT_{i}}{M}}}                                                               | ona acústica iònica                        |
| electroestàtic  | ions                 | {\displaystyle {\vec {k}}\perp {\vec {B}}_{0}} (nearly)                             | {\displaystyle \omega ^{2}=\Omega _{c}^{2}+k^{2}v_{s}^{2}} | ona de ciclotró d'ions electroestàtics     |
| electroestàtic  | ions                 | {\displaystyle {\vec {k}}\perp {\vec {B}}_{0}} (exactly)                            | {\displaystyle \omega ^{2}=[(\Omega _{c}\omega _{c})^{-1}+\omega _{i}^{-2}]^{-1}}                                                                              | menor oscil·lació híbrida                  |
| electromagnètic | electrons            | {\displaystyle {\vec {B}}_{0}=0}                                                    | {\displaystyle \omega ^{2}=\omega _{p}^{2}+k^{2}c^{2}} | ona de llum                                |
| electromagnètic | electrons            | {\displaystyle {\vec {k}}\perp {\vec {B}}_{0},\ {\vec {E}}_{1}\\|{\vec {B}}_{0}}    | {\displaystyle {\frac {c^{2}k^{2}}{\omega ^{2}}}=1-{\frac {\omega _{p}^{2}}{\omega ^{2}}}}                                                                     | ona O                                      |
| electromagnètic | electrons            | {\displaystyle {\vec {k}}\perp {\vec {B}}_{0},\ {\vec {E}}_{1}\perp {\vec {B}}_{0}} | {\displaystyle {\frac {c^{2}k^{2}}{\omega ^{2}}}=1-{\frac {\omega _{p}^{2}}{\omega ^{2}}}\,{\frac {\omega ^{2}-\omega _{p}^{2}}{\omega ^{2}-\omega _{h}^{2}}}} | ona X                                      |
| electromagnètic | electrons            | {\displaystyle {\vec {k}}\\|{\vec {B}}_{0}} (pol circ. dreta)                       | {\displaystyle {\frac {c^{2}k^{2}}{\omega ^{2}}}=1-{\frac {\omega _{p}^{2}/\omega ^{2}}{1-(\omega _{c}/\omega )}}}                                             | Ona R (mode xiulador)                      |
| electromagnètic | electrons            | {\displaystyle {\vec {k}}\\|{\vec {B}}_{0}} (pol circ. esq.)                        | {\displaystyle {\frac {c^{2}k^{2}}{\omega ^{2}}}=1-{\frac {\omega _{p}^{2}/\omega ^{2}}{1+(\omega _{c}/\omega )}}}                                             | ona L                                      |
| electromagnètic | ions                 | {\displaystyle {\vec {B}}_{0}=0}                                                    | | cap                                        |
| electromagnètic | ions                 | {\displaystyle {\vec {k}}\\|{\vec {B}}_{0}}                                         | {\displaystyle \omega ^{2}=k^{2}v_{A}^{2}} | Onada d'Alfvén                             |
| electromagnètic | ions                 | {\displaystyle {\vec {k}}\perp {\vec {B}}_{0}}                                      | {\displaystyle {\frac {\omega ^{2}}{k^{2}}}=c^{2}\,{\frac {v_{s}^{2}+v_{A}^{2}}{c^{2}+v_{A}^{2}}}}                                                             | ona magnetosònica                          |

(El subíndex 0 denota la part estàtica del camp elèctric o magnètic, i el subíndex 1 indica la part oscil·lant.)